# موسى يامين
موسى يامين مواليد 29 ديسمبر 1992 في المالديف، هو لاعب كرة قدم مالديفي يلعب مع نادي نيو راديانت كلاعب وسط.

## روابط خارجية
- موسى يامين على موقع إي إس بي إن إف سي (الإنجليزية)
- موسى يامين على موقع قاعدة بيانات كرة القدم.إي يو (الإنجليزية)
- موسى يامين على موقع ناشيونال فوتبول تيمز (الإنجليزية)
- موسى يامين على موقع Soccerway.com (الإنجليزية)
- موسى يامين على موقع عالم كرة القدم.نت (الإنجليزية)